# Solitaire (Namibia)
Solitaire è un piccolo insediamento nella Regione di Khomas in Namibia, vicino al Parco Nazionale di Namib-Naukluft. Dispone dell'unica stazione di servizio lungo il percorso che va dalle dune di Sossusvlei alla costa fino a Walvis Bay.

## Storia
Nel 1948 Willem Christoffel van Coller acquistò 33.000 ettari di terra dalla South West Administration (il governo namibiano dell'epoca) con l'intenzione di insediarvi una fattoria per l'allevamento delle pecore. La moglie di van Coller, Elsie Sophia, battezzò quest'are con il nome di Solitaire (solitario, in Italiano) per richiamare il concetto di solitudine, visto che la zona era del tutto spopolata.
Van Coller costruì per prima cosa un cottage con due camere, poi in seguito edificò la propria casa e una piccola diga nel letto del fiume adiacente. Sempre nel 1948 iniziò la costruzione di una piccola cappella, completata nel 1951 e ancora oggi usata dai fedeli. Nel tempo van Coller costruì anche un negozio (tuttora in attività) e la pompa di benzina. Per un certo periodo il negozio funzionò anche come ufficio postale. Nel 1968 la fattoria venne venduta e nel corso del tempo cambiò spesso proprietà.
Oggi tutto ciò che si trova a Solitaire (due fattorie e diverse altre attività) fa parte dei 45.000 acri controllati dal Solitaire Land Trust, che si occupa della tutela dell'habitat.

## Turismo

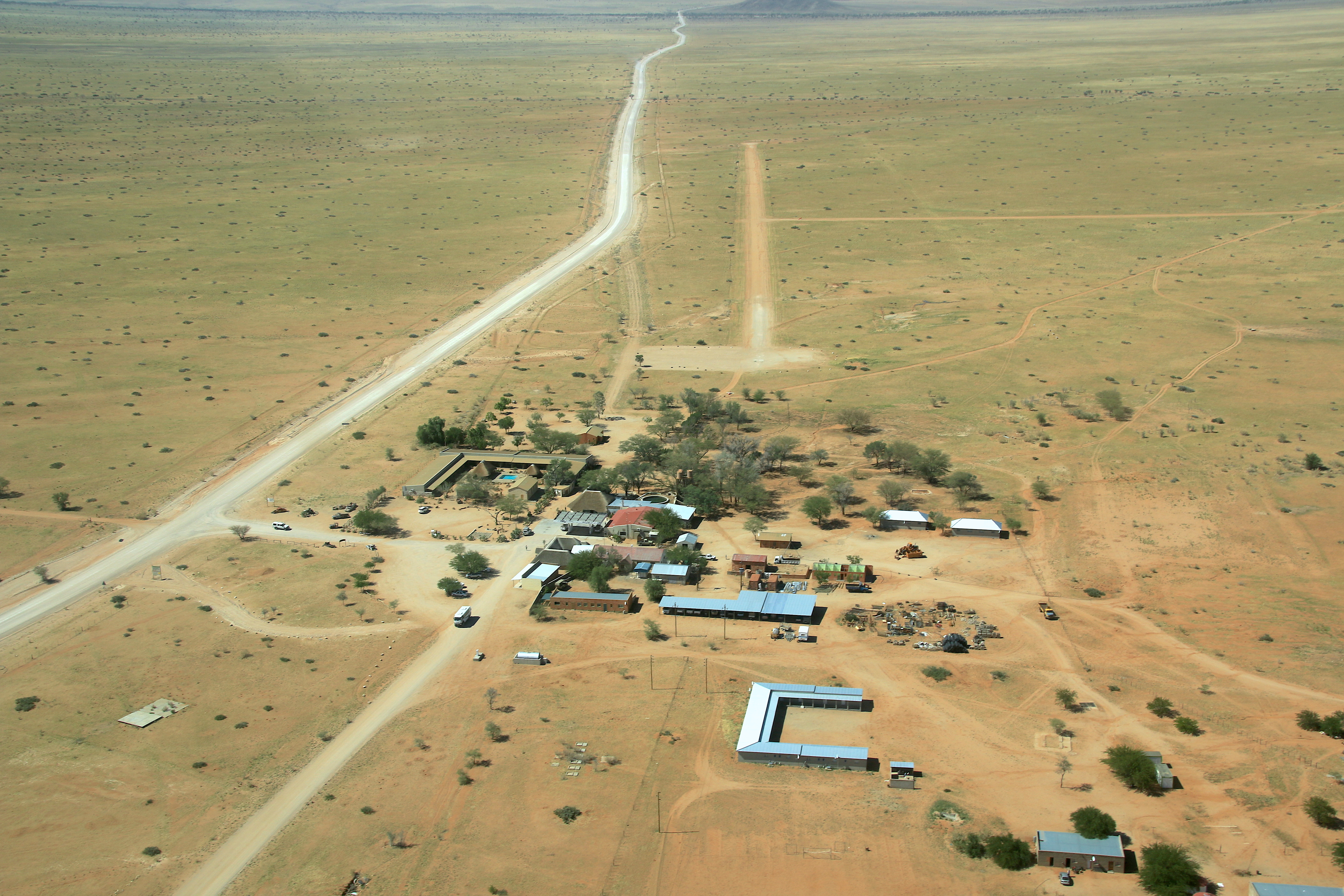
Solitaire

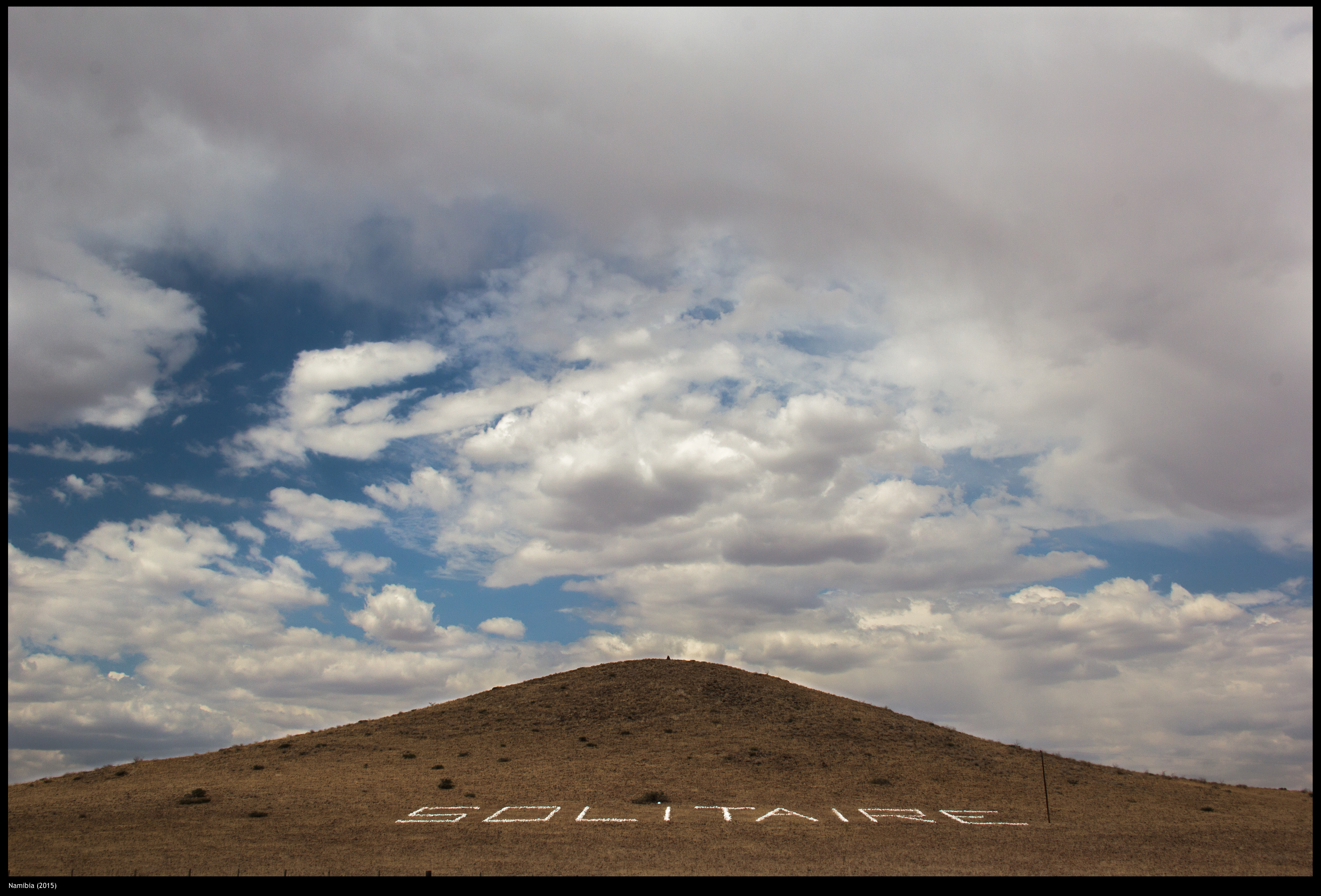
Hill at the entrance of Solitaire

Solitaire è situato alla congiunzione tra la strada C14 (che unisce Walvis Bay a Bethanie) e la strada C19 (che unisce Sesriem a Sossusvlei), due grandi rotte turistiche che attraversano il Parco Nazionale Namib-Naukluft. A Solitaire è presente anche una pista d'atterraggio in sabbia battuta per voli charter e aviatori privati.
Nonostante sia una zona scarsamente abitata, si tratta di una località molto frequentata dai turisti che si fermano qui per fare carburante, utilizzare i bagni pubblici e acquistare la famosa torta di mele dal fornaio locale. A Solitaire inoltre è possibile riparare pneumatici danneggiati e soggiornare presso il motel Solitaire Lodge.